# Glyphonycteris behnii
Glyphonycteris behnii is een zoogdier uit de familie van de bladneusvleermuizen van de Nieuwe Wereld (Phyllostomidae). De wetenschappelijke naam van de soort werd voor het eerst geldig gepubliceerd door Peters in 1865.

## Voorkomen
De soort komt voor in Bolivia, Brazilië en Peru.